# 13808 Дейввільямс
13808 Дейввільямс (13808 Davewilliams) — астероїд головного поясу, відкритий 11 грудня 1998 року.
Тіссеранів параметр щодо Юпітера — 3,138.